# Cyclaulax atriceps
Cyclaulax atriceps är en stekelart som först beskrevs av Szepligeti 1904.  Cyclaulax atriceps ingår i släktet Cyclaulax och familjen bracksteklar. Inga underarter finns listade i Catalogue of Life.